# کمیسیون حمل و نقل تورنتو
کمیسیون حمل و نقل تورنتو (انگلیسی: Toronto Transit Commission) آژانس ترابری عمومی است که اتوبوس شهری، مترو، تراموا و خدمات ترانزیت را در تورنتو، انتاریو، کانادا، برخی از خدمات ارائه می‌دهد. که به شهرستان پیل و شهرستان یورک (کانادا) می‌رسند.